# 刘天浪
刘天浪（1913年—1986年），男，江西萍乡人，中国作曲家、音乐教育家，曾任中国音乐家协会常务理事，中国音乐家协会江西省分会主席。